# مجزرة عائلة الزعانين (8 أكتوبر 2023)
مجزرة عائلة الزعانين (8 أكتوبر 2023) هي مجزرةٌ ارتكبها سلاح الجوّ الإسرائيلي حينما أغارَ على منازل لعائلة الزعانين في بيت حانون. وخلال يوم الأحد الموافق 8 أكتوبر 2023 ومع بداية عملية طوفان الأقصى، قام سلاح الجو بشن سلسلة غارات في كافة أرجاء مدينة بيت حانون واستهدفت بشكل خاص المربع السكني لعائلة الزعانين. هذه المجزرة من ضمن عدة مجازر وقعت خلال عملية طوفان الأقصى. تسبّبت هذه المجزرة الإسرائيليّة والتي استهدفت عائلة الزعانين إلى استشهاد أكثر من 21 شهيداً من عائلة الزعانين، ومعظمهم أطفال ونساء إضافة إلى عشرات الجرحى.

## خلفية الحدث
في ساعاتِ الصباح الأولى من يوم السابع من أكتوبر 2023 أطلقت حركة المقاومة الإسلامية حماس عبر ذراعها العسكري كتائب الشهيد عز الدين القسام عملية طوفان الأقصى وذلك ردًا على الاعتداءات الإسرائيلية وتدنيس الأقصى والاستمرار في الاستيطان، كما أكّد على ذلك محمد الضيف القائد العام للقسّام والذي أعطى إشارة انطلاق العمليّة التي شهدت اقتحامًا من المقاومين لمستوطنات غلاف غزة ونجحوا في قتلِ عدد كبيرٍ من الجنود الإسرائيلين، وأسر عشرات آخرين كما استطاعوا خلال ساعات قطع عشرات الكيلومترات ووصلوا لمستوطنات أبعد من تلك المحيطة والقريبة من قطاع غزة.
استمرَّت الاشتباكات بين الجيش الإسرائيلي وبين المقاومين في عديد من المستوطنات وعلى رأسها مستوطنة سديروت. الرد الإسرائيلي على هذه العمليّة جاء من خلال شنّ سلاح الجو الإسرائيلي عشرات الغارات العشوائيّة على القطاع متسبّبة في مقتل عشرات المدنيين وتدمير البنية التحتية لمدن القطاع، ليصل حد فرض إغلاق شامل وقطع متعمد لكل الخدمات من ماء وكهرباء وغاز، وهو ما هدَّد حياة أكثر من مليونَي فلسطيني يعيشُ داخل القطاع الذي يُعاني أصلًا من تبعات الحصار الخانق عليهم منذ ستة عشر عاماً.

## الضحايا
1. سلمى حسين محمد الزعانين
2. محمد جميل الزعانين
3. حسام جميل الزعانين
4. حمزة جميل الزعانين
5. أنس محمد الزعانين
6. خلود حسن محمد حسن الزعانين
7. حسن محمد جميل الزعانين
8. عبيدة محمد جميل الزعانين
9. خالد محمد جميل الزعانين
10. عمرو محمد جميل الزعانين
11. هبة إسماعيل حسين الزعانين
12. مؤمن حسام جميل الزعانين
13. نور حسام جميل الزعانين
14. زينة حسام جميل الزعانين
15. ميس حسام جميل الزعانين
16. مسك حسام جميل الزعانين
17. حلا حسام جميل الزعانين
18. ديانا محمود عطا الزعانين
19. رسالة الزعانين
20. سلمى عمر الزعانين
21. بلسم عمر الزعانين